# ويليام دبليو. سكينر
ويليام دبليو. سكينر (بالإنجليزية: William W. Skinner)‏ هو لاعب كرة قدم أمريكية وكيميائي أمريكي، ولد في 28 مارس 1874 في بالتيمور في الولايات المتحدة، وتوفي في 10 مارس 1953.